# سيباستيان شتوك
سيباستيان شتوك (بالألمانية: Sebastian Stock)‏ هو لاعب كرلنغ ألماني، ولد في 15 نوفمبر 1977 في إمنشتات في ألمانيا.

## وصلات خارجية
- سيباستيان ستوك على موقع الاتحاد الدولي للكرلنغ (الإنجليزية)
- سيباستيان ستوك على موقع اللجنة الأولمبية الدولية (الإنجليزية)
- سيباستيان ستوك على موقع أوليمبيديا (الإنجليزية)